# Purwakarta
Purwakarta (of Poerwakarta) is een stad in Indonesië gelegen op het eiland Java. 
Purwakarta is de hoofdstad van het gelijknamige en 710.000 inwoners tellende regentschap Purwakarta en is gelegen op ongeveer 100 kilometer ten zuidoosten van de hoofdstad Jakarta.
Karta betekent plaats en Wayang Purwa is de voorstelling met leren schaduwpoppen; het betekent dus de plaats waar het wayangpoppenspel wordt opgevoerd.
Het ligt aan de voet van de heuvels en aan het (stuw)meer van Jatiluhur (wat betekent edel djatihout) .
Het heeft een treinstation uit de koloniale tijd. Het ligt verder aan de tol-snelweg naar Bandung.

## Geboren
- Henri Théodore Fischer (1901-1976), Nederlands antropoloog
- Karel de Munter (1912-1973), Nederlands elektrotechnisch ingenieur, Engelandvaarder en inlichtingenofficier
- Robert Krijger (1932), Vlagofficier Koninklijke Marine